# NXT Stand & Deliver
NXT Stand & Deliver (pierwotnie znane jako NXT TakeOver: Stand & Deliver) jest wydarzeniem wrestlingu produkowanym corocznie przez WWE, promocję wrestlingu z siedzibą w Connecticut. Założony w 2021 roku, organizowany jest dla brandu rozwijającego się promocji NXT i odbywa się co roku podczas tygodnia WrestleManii. Inauguracyjne dwudniowe wydarzenie było transmitowane w wielu stacjach, pierwsza noc został wyemitowany jako specjalny program telewizyjny na USA Network, a drugi w systemie pay-per-view, przy czym oba noce były również emitowane za pośrednictwem usług transmisji na żywo WWE. Począwszy od wydarzenia w 2022 roku, odbywa się ono jako jednodniowe wydarzenie transmitowane na żywo.
Inauguracyjna gala Stand & Deliver pierwotnie odbywał się w ramach serii NXT TakeOver. We wrześniu 2021 roku nazwa NXT została zmieniona i powróciła do brandu rozwojowego WWE, a seria TakeOver została przerwana; jednakże Stand & Deliver było nadal corocznym wydarzeniem dla NXT. Chociaż pierwotne wydarzenie odbywało się w środku tygodnia i trwało dwie noce, zostało skrócone do jednego dnia, zaczynając od drugiej gali, a także odbywało się w dzień pierwszej nocy WrestleManii. W inauguracyjnej gali wzięli także udział zapaśnicy z submarki NXT, NXT UK.

## Historia
NXT TakeOver to seria okresowych wydarzeń wrestlingu wyprodukowanych przez WWE dla rozwojowego brandu firmy NXT. 34. gala TakeOver odbyło się jako NXT TakeOver: Stand & Deliver i było jedyną galą TakeOver, która odbyła się w ciągu dwóch nocy. Wydarzenie odbyło się 7 i 8 kwietnia 2021 roku podczas tygodnia 37 edycji WrestleManii. Został wyemitowany w tradycyjnym systemie pay-per-view (PPV) na całym świecie oraz na WWE Network na rynkach międzynarodowych i było pierwszym galą WWE na żywo na ringu, które zostało wyemitowane na Peacock po zamknięciu amerykańskiej wersji WWE Network 4 kwietnia tego roku, po połączeniu pod rządami Peacock. Pierwsza noc została również wyemitowana jako specjalny program telewizyjny na USA Network. Ze względu na pandemię COVID-19 gala odbyła się w WWE Performance Center w Orlando w stanie Floryda.
We wrześniu 2021 roku brand NXT przeszedł restrukturyzację, zmieniając nazwę na „NXT 2.0”, powracając jako brand rozwojowy dla WWE.
24 stycznia 2022 roku potwierdzono, że Stand & Deliver będzie kontynuowane jako osobne wydarzenie dla NXT, a drugie wydarzenie Stand & Deliver ogłoszono, że odbędzie się podczas weekendu WrestleManii 38, ustanawiając w ten sposób Stand & Deliver jako coroczne wydarzenie NXT organizowane podczas tygodnia WrestleManii. Drugie wydarzenie Stand & Deliver miało odbyć się jako jednodniowe wydarzenie w American Airlines Center w Dallas w stanie Teksas 2 kwietnia 2022 roku, tego samego dnia co pierwsza noc WrestleManii 38. Z tego powodu Stand & Deliver miało wyjątkową godzinę rozpoczęcia: 13:00 czasu wschodniego. Było to pierwsze wydarzenie NXT zorganizowane poza Florydą od początku pandemii COVID-19 w marcu 2020 roku, a następnie pierwsze wydarzenie NXT zorganizowane poza macierzystymi arenami NXT — Full Sail University (dawniej) i WWE Performance Center (obecnie) – od NXT TakeOver: Portland w lutym 2020 roku.
3 listopada 2022 WWE ogłosiło, że trzecie Stand & Deliver odbędzie się 1 kwietnia 2023 roku, w dniu pierwszej nocy WrestleManii 39. Został on wyemitowany na żywo z Crypto.com Arena w Los Angeles w stanie Kalifornia. To z kolei spowodowało, że Stand & Deliver będzie organizowany co roku w dniu pierwszej nocy WrestleManii.

## Lista gal
| # | Gala                          | Data             | Lokalizacja             | Arena                    | Walka wieczoru                                                                          |
| - | ----------------------------- | ---------------- | ----------------------- | ------------------------ | --------------------------------------------------------------------------------------- |
| 1 | NXT TakeOver: Stand & Deliver | 7 kwietnia 2021  | Orlando, Floryda        | WWE Performance Center   | Noc 1: Io Shirai (c) vs. Raquel González Singles match o NXT Women’s Championship       |
| 1 | NXT TakeOver: Stand & Deliver | 8 kwietnia 2021  | Orlando, Floryda        | WWE Performance Center   | Kyle O’Reilly vs. Adam Cole Unsanctioned match                                          |
| 2 | NXT Stand & Deliver (2022)    | 2 kwietnia 2022  | Dallas, Teksas          | American Airlines Center | Dolph Ziggler (c) vs. Bron Breakker Singles match o NXT Championship                    |
| 3 | NXT Stand & Deliver (2023)    | 1 kwietnia 2023  | Los Angeles, Kalifornia | Crypto.com Arena         | Bron Breakker (c) vs. Carmelo Hayes Singles match o NXT Championship                    |
| 4 | NXT Stand & Deliver (2024)    | 6 kwietnia 2024  | Filadelfia, Pensylwania | Wells Fargo Center       | Trick Williams vs. Carmelo Hayes Singles match                                          |
| 5 | NXT Stand & Deliver (2025)    | 20 kwietnia 2025 | Paradise, Nevada        | T-Mobile Arena           | Oba Femi (c) vs. Trick Williams vs. Je'Von Evans Triple threat match o NXT Championship |